# Aleksije Haron
Aleksije Charon (grč. Ἀλέξιος Χάρων; 11. st.) bio je bizantski službenik u južnoj Italiji te djed (po majci) cara Aleksija I. Komnena (vladao 1081. – 1118.), osnivača Dinastije Komnenâ. Spomenuo ga je u svom djelu o povijesti Nikefor Brijenije Mlađi, koji je oženio njegovu praunuku Anu Komnenu. Prema Brijeniju, Aleksiju je dan nadimak Charon (hrv. „Haron”), po liku iz grčke mitologije jer se Aleksije isticao hrabrošću.
Kći Aleksija Charona bila je carica Ana Dalasena. Prema teoriji, Aleksije je bio guverner Italije te je povjesničarka Vera von Falkenhausen iznijela vlastitu teoriju o Aleksiju — da je on identičan Aleksiju Xiphiasu, koji je umro 1007.